# Amyema finisterrae
Amyema finisterrae är en tvåhjärtbladig växtart som beskrevs av Danser. Amyema finisterrae ingår i släktet Amyema och familjen Loranthaceae. Inga underarter finns listade i Catalogue of Life.